# Miguel Ángel Moratinos
Pour les articles homonymes, voir Moratinos.
Miguel Ángel Moratinos Cuyaubé, né le 8 juin 1951 à Madrid, est un diplomate et homme politique espagnol du PSOE. Il a été ministre des Affaires étrangères et de la Coopération.

## Éléments personnels

### Formation
Après avoir obtenu son baccalauréat (bachillerato) au lycée français de Madrid, il obtient une licence de droit et de sciences politiques à l'Université complutense de Madrid.
Il est connu pour être polyglotte, dans la mesure où il maîtrise, outre l'espagnol, le français et l'anglais, et a des notions de serbo-croate et d'arabe.

### Carrière diplomatique
En 1974, il intègre le ministère des Affaires étrangères. Quatre ans plus tard, il devient directeur de la section de coordination pour l'Europe orientale du ministère des Affaires étrangères.
Il reste en poste un an, puis est nommé à l'ambassade espagnole en République fédérale socialiste de Yougoslavie jusqu'en 1984. Cette année, il est désigné conseiller politique à l'ambassade d'Espagne à Rabat au Maroc, et conserve ce poste jusqu'en 1987.
À la suite de cette carrière diplomatique, il fait son retour en Espagne, comme sous-directeur général pour l'Afrique du Nord du ministère entre 1987 et 1991, avant d'être nommé directeur général de la Coopération avec le monde arabe jusqu'en 1993. Par la suite, il occupe, jusqu'en 1996, le poste de directeur général de la Politique extérieure pour l'Afrique et le Moyen-Orient.
En juin 1996, Miguel Ángel Moratinos est nommé ambassadeur d'Espagne en Israël.
Il doit démissionner dès le mois de décembre suivant, à la suite de sa nomination comme Envoyé spécial de l'Union européenne au Proche-Orient pour le processus de paix israélo-palestinien. Il conserve cette fonction pendant six ans et demi, démissionnant en juin 2003. Il est remplacé par Marc Otte.
Il acquiert le grade d'ambassadeur le 24 février 2021 sur proposition de la ministre des Affaires étrangères Arancha González.

### Famille
Marié à une Française, il est père de trois enfants.

## Activité politique
Le 14 mars 2004, il est élu député de la province de Cordoue aux élections législatives. Le 18 avril suivant, Miguel Ángel Moratinos est nommé ministre des Affaires étrangères et de la Coopération dans le premier gouvernement de José Luis Rodríguez Zapatero.
Il fait partie des signataires de la Constitution pour l'Europe, signée à Rome le 29 octobre 2004.
Lors de la crise internationale des caricatures de Mahomet, il a appelé à une condamnation « claire » des violences lors d'un déplacement à Athènes.
Le 7 avril 2007, il effectue une visite à Cuba afin de normaliser les relations diplomatiques entre l'Espagne et le régime castriste. À cette occasion, il rencontre le président cubain par intérim, Raúl Castro. Cette visite a été critiquée aussi bien dans la presse que par le Parti populaire (PP).
Il fut présent à la cérémonie de béatification des 498 martyrs de la guerre d'Espagne en octobre 2007.
Lors des élections législatives du 9 mars 2008, il est réélu représentant de Cordoue, en seconde position sur la liste menée par Carmen Calvo, ancienne ministre de la Culture.
Le 14 avril, il est reconduit à son poste ministériel dans le second cabinet Zapatero.
À la suite d'une nouvelle visite à Cuba, le 18 octobre 2009, il déclare que « Tous les aspects en attente ont été normalisés dans une relation bilatérale intense ». À peine deux mois après, il a obtenu que la militante saharaouie Aminatou Haidar, en grève de la faim, puisse rentrer au Maroc, dont l'entrée lui avait été interdite par les douaniers le 13 novembre car elle n'avait pas rempli correctement sa fiche d'entrée sur le territoire marocain.
Il est remplacé par Trinidad Jiménez le 20 octobre 2010, lors d'un important remaniement ministériel. Quelques mois plus tard, il annonce sa candidature au poste de directeur général de l'Organisation des Nations unies pour l'alimentation et l'agriculture (FAO).